# Épron
Épron és un municipi francès situat al departament de Calvados i a la regió de Normandia. L'any 2007 tenia 1.616 habitants.

## Demografia

### Població
El 2007 la població de fet d'Épron era de 1.616 persones. Hi havia 686 famílies de les quals 274 eren unipersonals (133 homes vivint sols i 141 dones vivint soles), 215 parelles sense fills, 157 parelles amb fills i 40 famílies monoparentals amb fills.
La població ha evolucionat segons el següent gràfic:
Habitants censats

### Habitatges
El 2007 hi havia 734 habitatges, 708 eren l'habitatge principal de la família, 9 eren segones residències i 18 estaven desocupats. 470 eren cases i 249 eren apartaments. Dels 708 habitatges principals, 418 estaven ocupats pels seus propietaris, 281 estaven llogats i ocupats pels llogaters i 9 estaven cedits a títol gratuït; 147 tenien una cambra, 57 en tenien dues, 49 en tenien tres, 84 en tenien quatre i 370 en tenien cinc o més. 541 habitatges disposaven pel capbaix d'una plaça de pàrquing. A 332 habitatges hi havia un automòbil i a 277 n'hi havia dos o més.

### Piràmide de població
La piràmide de població per edats i sexe el 2009 era:
| Homes | Edats   | Dones |
| ----- | ------- | ----- |
| 0     | 95 o +  | 0     |
| 0     | 90 a 94 | 0     |
| 0     | 85 a 89 | 0     |
| 0     | 80 a 84 | 8     |
| 24    | 75 a 79 | 28    |
| 16    | 70 a 74 | 28    |
| 24    | 65 a 69 | 16    |
| 32    | 60 a 64 | 48    |
| 44    | 55 a 59 | 36    |
| 76    | 50 a 54 | 64    |
| 68    | 45 a 49 | 84    |
| 48    | 40 a 44 | 72    |
| 40    | 35 a 39 | 24    |
| 28    | 30 a 34 | 40    |
| 52    | 25 a 29 | 32    |
| 180   | 20 a 24 | 112   |
| 88    | 15 a 19 | 88    |
| 52    | 10 a 14 | 48    |
| 60    | 5 a 9   | 40    |
| 28    | 0 a 4   | 8     |

## Economia
El 2007 la població en edat de treballar era de 1.152 persones, 640 eren actives i 512 eren inactives. De les 640 persones actives 596 estaven ocupades (295 homes i 301 dones) i 44 estaven aturades (21 homes i 23 dones). De les 512 persones inactives 117 estaven jubilades, 355 estaven estudiant i 40 estaven classificades com a «altres inactius».

### Ingressos
El 2009 a Épron hi havia 553 unitats fiscals que integraven 1.381,5 persones, la mediana anual d'ingressos fiscals per persona era de 26.841 €.

### Activitats econòmiques
Dels 65 establiments que hi havia el 2007, 1 era d'una empresa extractiva, 1 d'una empresa alimentària, 4 d'empreses de construcció, 9 d'empreses de comerç i reparació d'automòbils, 1 d'una empresa de transport, 2 d'empreses d'informació i comunicació, 2 d'empreses financeres, 7 d'empreses immobiliàries, 20 d'empreses de serveis, 15 d'entitats de l'administració pública i 3 d'empreses classificades com a «altres activitats de serveis».
Dels 7 establiments de servei als particulars que hi havia el 2009, 1 era un guixaire pintor, 1 lampisteria, 2 perruqueries, 1 veterinari, 1 agència de treball temporal i 1 agència immobiliària.
Dels 4 establiments comercials que hi havia el 2009, 1 era una botiga de més de 120 m², 1 una botiga de menys de 120 m², 1 una fleca i 1 una joieria.

## Equipaments sanitaris i escolars
El 2009 hi havia 1 farmàcia i 1 ambulància.
El 2009 hi havia 1 escola maternal i 1 escola elemental.
```
Disposava d'una escola d'enginyers.
```

## Poblacions més properes
El següent diagrama mostra les poblacions més properes.